# Предраг Остојић
Предраг Остојић (Краљево, 22. фебруар 1938 — Мајнц, 7. мај 1996) био је југословенски и српски шаховски велемајстор.

## Биографија
Рођен је 22. фебруара 1938. у Краљеву. Његови највећи шаховски успеси су победе у Сан Хуану (1971), Сао Паолу (1973), Врњачкој Бањи (1975), Трамевиндеру (1986) и Сандерфјорду (1976).
Од међународне шаховске федерације ФИДЕ, 1975. добија титулу велемајстора.
Дуго је живео у Немачкој и играо за тимове који су се такмичили у другој немачкој лиги. Свој највећи рејтинг, 2587 бодова, достигао је у децембру 1976. Трагично је преминуо 1996. године.
Умро је 5. јула 1996. у Мајнцу.

## Светска студентска шаховска првенства

### Укупни учинак кроз статистику
| Године    | Σ поена | Σ партија |  | + | = | - |  | %    | Освојене медаље на првенству тимске \| појединачне |
| 1963-1964 | 10      | 13        |  | 9 | 2 | 2 |  | 76.9 | 0 - 1 - 0 \| 1 - 0 - 0                             |

### Статистика по годинама
| Година | Табла | Σ поена | Σ партија |  | + | = | - |  | %     | тимско место | појединачно |
| 1964.  | 1     | 5       | 8         |  | 4 | 2 | 2 |  | 62,5  | 5.           |             |
| 1963.  | 2     | 5       | 5         |  | 5 | 0 | 0 |  | 100.0 | 2.           | 1.          |